# Where I Am
Where I Am er en sang sunget af dansk-australske sangerinde Anja Nissen. Sangen vandt Dansk Melodi Grand Prix 2017 og blev dermed udvalgt til at repræsentere Danmark ved Eurovision Song Contest 2017 i Kyiv.
Sangen endte på en 20. plads i finalen.